# Pierre Aubenque
Pour les articles homonymes, voir Aubenque.
Pierre Aubenque, né le 23 juillet 1929 à L'Isle-Jourdain et mort le 23 février 2020 à Versailles, est un philosophe français, surtout connu comme un commentateur d'Aristote et un historien de la métaphysique, inspiré par la lecture heideggerienne de la philosophie antique.

## Biographie
Pierre, Lucien (‹ Pierre-Lucien ›), Aubenque naît le 23 juillet 1929 à L'Isle-Jourdain,,. Il est le fils d'un instituteur. Il suit ses études primaires et secondaires à Toulouse. Après la khâgne de Toulouse, il est reçu premier à l'École normale supérieure. En 1950, il est reçu premier à l'agrégation de philosophie,,,. De 1951 à 1954, il est pensionnaire (54e promotion) de la fondation Thiers,,,, : boursier-chercheur, il y commence ses travaux de doctorat. De 1955 à 1960, il est assistant de philosophie à l'université de Montpellier,. De 1960 à 1962, il est chargé d'enseignement à l'université de Besançon. En juin 1962, il devient docteur ès lettres en soutenant sa thèse principale sur le Problème de l'être chez Aristote. De 1962 à 1964, il reste à Besançon comme maître de conférences puis professeur. De 1964 à 1966, il est professeur à la faculté des lettres de l'université d'Aix-Marseille,. De 1966 à 1969, il est professeur à l'université de Hambourg,. En 1969 et 1970, il est professeur de philosophie à l'université de Paris. De 1971 à son éméritat en 1990, il est professeur d'histoire de la philosophie ancienne à l'université Paris-Sorbonne,. De 1992 à 1997, il enseigne, en tant que professeur invité régulier, à l'université de Leipzig,.
Pour les Stoïciens, volume de la Bibliothèque de la Pléiade paru en 1962, il révise la traduction du livre II de la Nature des dieux de Cicéron et celle du Traité du destin ainsi que celle des Entretiens d'Épictète. En 1972, il publie chez Beauchesne, le débat de Davos entre Martin Heidegger et Ernst Cassirer mais l'ouvrage sera retiré de la vente et pilonné sur demande des ayants droit de Heidegger. Pour l'Encyclopædia Universalis, il est l'auteur de l'article sur « Aristote », de ceux sur la « physis » et le « syllogisme » ainsi que de développements sur la « naissance de la philosophie » dans l'Antiquité et « Rome et la pensée grecque » dans la Rome antique.
En 1963, il devient membre de l'Association pour l'encouragement des études grecques en France ; en 1995, il la présidera. De 1973 à 1990, il dirige le centre Léon-Robin de recherches sur la pensée antique,. De 1988 à 2010, il est secrétaire général de l'Institut international de philosophie (IIP),. En 1997-1998, il occupe la chaire de métaphysique Étienne-Gilson à l'Institut catholique de Paris (ICP),,.
Deux mélanges lui sont offerts : Herméneutique et ontologie en 1990 puis Ontologie et dialogue en 2000 à l'occasion de son 70e anniversaire.
De 1970 à 1999, il est directeur de la revue Les Études philosophiques . De 2001 à sa mort, il est membre du comité scientifique la revue Philosophie antique.
Il meurt le 23 février 2020,, à Versailles,.

## Honneurs et distinctions
En 1963, Aubenque reçoit le prix de l'Association pour l'encouragement des études grecques en France pour sa thèse sur Le problème de l'être chez Aristote.
Il reçoit trois doctorats honoris causa : en 1998, de l'université de Leipzig, ; le même année, de l'université de Saint-Jacques-de-Compostelle,, ; et en 2000, de l'université Laval,,.

## Histoire de la métaphysique
Aubenque a insisté sur le fait que, dans sa Métaphysique, Aristote semble présenter une dualité d'inspiration entre deux projets distincts. La science qu'il veut y fonder est en effet tantôt l'ontologie, c'est-à-dire la science de « l'être en tant qu'être », ou de ce qui fait que l'être est dans un sens général ; tantôt une science particulière qui a pour objet « le genre le plus éminent » de l'être, c'est-à-dire le divin, et qui serait la théologie.
Il a notamment montré que le concept d'analogie de l'être  utilisé par Thomas d'Aquin était une reconstruction qui ne se trouvait pas chez Aristote.

## Œuvres
- Le problème de l'être chez Aristote, Paris, PUF, 1962.
- La prudence chez Aristote, Paris, PUF, 1963.
- Sénèque, Paris, 1964.
- La prudence chez Kant, Paris, Revue de métaphysique et de morale, 1975.
- Histoire de la philosophie, Paris, 1979: contribution pour le commentaire d'Aristote.
- Concepts et catégories dans la pensée antique, (éditeur) Paris, 1980.
- Aristote et les choses humaines, suivi de La politique stoïcienne, Paris, Didier, 1998. (Préface)
- « Aristote », in Dictionnaire des philosophes, Paris, Encyclopædia Universalis/Albin Michel, 1998.
- Faut-il déconstruire la métaphysique ?, Paris, PUF, coll. de métaphysique, Chaire Étienne Gilson, 2009.
- Problèmes aristotéliciens. Philosophie théorique, Paris, Vrin, coll. « Bibliothèque d'histoire de la philosophie », 2009.
- Problèmes aristotéliciens. Philosophie pratique, Paris, Vrin, coll. « Bibliothèque d'histoire de la philosophie », 2011.